# Edmund Jacobson
 (janvier 2024).
Si vous disposez d'ouvrages ou d'articles de référence ou si vous connaissez des sites web de qualité traitant du thème abordé ici, merci de compléter l'article en donnant les références utiles à sa vérifiabilité et en les liant à la section « Notes et références ».
Pour les articles homonymes, voir Jacobson.
Edmund Jacobson, né le 22 avril 1888 à Chicago et mort le 7 janvier 1983 à Chicago, était un médecin américain.

## Biographie
Edmund Jacobson étudie la psychologie à l'université d'Harvard. Sa thèse (1908) porte sur la réaction de sursaut à un son intense. Il étudie ensuite la médecine à l'université de Chicago.
Edmund Jacobson meurt le 7 janvier 1983.

## La relaxation progressive - Méthode Jacobson
La relaxation neuromusculaire, théorisée par le médecin américain Edmund Jacobson, repose sur le principe de l'influence du contrôle somatique sur la réponse psychique, le relâchement musculaire aboutissant à la détente mentale.
En 1928, Jacobson constate que les émotions, mais aussi les activités mentales les plus neutres, s'accompagnent de modifications des tracés myographiques, révélant la présence d'une impulsion électrique vers les muscles, souvent trop faible pour mettre en œuvre le mouvement, mais suffisante pour activer le schéma nerveux. Il expérimente que, au contraire, le profond relâchement musculaire est incompatible avec l'activation émotionnelle. Si bien que l'apprentissage de la relaxation musculaire peut être utilisé pour réduire ou prévenir l'activation émotionnelle suscitée par un événement tel qu'une compétition sportive par exemple.
L'entraînement mental découle directement des conclusions de Jacobson sur la similitude, au niveau nerveux, entre mouvement pensé et mouvement effectué. Le schéma nerveux est activé de la même manière, que le geste soit effectué ou simplement pensé. Dès lors, pourquoi ne pas utiliser la visualisation d'un geste technique, qui permet au passage de le décomposer, plutôt que de l'effectuer trop vite ou trop souvent sans prendre le temps de l'effectuer directement correctement.
La sophrologie s'appuie directement sur les conclusions de Jacobson lorsqu'elle propose d'imaginer le développement d'un geste technique en état sophroliminal (état alpha ou état de conscience modifiée). Il en est de même, dans une autre mesure, pour les méthodes Martenot et Feldenkrais, lorsqu'elle préconisent d'imaginer les sensations du mouvement avant de l'effectuer, développant ainsi le sens kinesthésique et du même coup, la coordination et la précision du geste, l'équilibre et la verticalité du corps.
Lanning a montré l'efficacité de la relaxation progressive de Jacobson pour réduire l'anxiété compétitive et améliorer les performances. L'auteur souligne que l'efficacité de cette technique dépend de sa proximité par rapport à la compétition. Mais l'entraînement à cette méthode et son apprentissage ont intérêt à être commencés avant la période de mise sous pression.
Edmund Jacobson, dans ses études cliniques, avait développé un appareil, le neurovoltmeter, pour mesurer les tensions électriques musculaires, repris depuis une dizaine d'années par les appareils modernes de Biofeedback E.M.G Électromyogramme.